# Cratere Bernhardt
Bernhardt è un cratere da impatto sulla superficie di Venere. È intitolato all'attrice francese Sarah Bernhardt.